# Zi Jazan ibn Hajsam Al Sa’id
Zi Jazan ibn Hajsam Al Sa’id (ar. ذي يزن بن هيثم آل سعيد) (ur. 21 sierpnia 1990 w Maskacie) – następca tronu Omanu od 12 stycznia 2021.
Jest synem obecnego sułtana Hajsama ibn Tarika Al Sa’ida. Urząd następcy tronu objął jako pierwszy w historii Omanu.